# Entschleimung
Die Entschleimung ist ein Verfahrensschritt bei der Raffination von Pflanzenöl, der unerwünschte Schleimstoffe aus dem Öl entfernt. Er wird bei der industriellen Herstellung von Pflanzenöl in zentralen Ölmühlen eingesetzt, die mit Heißpressung und Extraktion arbeiten.
Rohes Leinöl eignet sich nach der Entschleimung besser zur Verwendung in Leinölfarben und Leinölfirnis.

## Verfahren
Bei der klassischen (chemischen) Raffination ist das Verfahren der Entschleimung in zwei Phasen unterteilt. Während der Vorentschleimung (auch als Lecithingewinnung oder Entlecithinisierung bezeichnet) hydratisiert zugeführtes Wasser einen Teil der Phosphatide (Lecithin) und der anderen Schleimstoffe. Es bildet sich ölunlöslicher Schlamm, der durch Separatoren vom Öl abgetrennt wird. Der Schlamm wird zum Extraktionsschrot gegeben oder (vor allem bei Soja, selten bei Raps) zum Wertstoff Lecithin aufgearbeitet.
Für die Nachentschleimung werden neben Wasser und Wasserstoff häufig Säuren (Phosphor-, Zitronen-, Schwefelsäure) eingesetzt. Nicht-hydratisierbare Phosphatide werden zerstört und dadurch hydratisierbar. Ebenso wird der Hydratationseffekt verstärkt. Die Säure muss dabei gerade so stark sein, dass die Phosphatide, aber nicht das Öl zerstört werden. Eine Nachentschleimung ist auch durch Erhitzung  auf 240 bis 280 °C („Brechen“), die Zugabe von Adsorptionsmitteln (z. B. Kieselgur, Bleicherde, Aktivkohle), und/oder eine Ultrafiltration möglich.
Mit einem biotechnologischen Entschleimungsverfahren auf der Basis von Enzymen  können der Verbrauch an Wasser, Natronlauge, Phosphor- und Schwefelsäure sowie Abwasser- und Klärschlammaufkommen stark verringert werden. Dabei spaltet das Enzym Phospholipase A2 selektiv die mittelständig gebundene Fettsäure aus dem Phospholipid-Molekül ab, wodurch das verbleibende Molekül ölunlöslich wird und abgetrennt werden kann.